# Geronimo
Geronimo (csirikava nyelven Goyaałé, vagyis 'one who yawns' (Ásító); angolul gyakran Goyathlay-nak ejtették), (1829. június 16. – 1909. február 17.) az Amerikai Egyesült Államokban élő csirikava apacsok kimagasló törzsi vezetője volt, aki hosszú háborút vívott a törzsi területeket elfoglaló európai telepesek ellen.

## Életrajz
Geronimo Turkey Creeknél, a Gila folyó mellékágánál született, a mai Új-Mexikó államban, mely akkor Mexikóhoz tartozott, és melyet családja a bedonkohe apacsok földjének tartott. Maga Geronimo is bedonkohe apacs volt. Amikor felnőtt, ő lett a törzs varázslója és később kiváló harcosa, aki gyakran harcolt a mexikói csapatok ellen. A mexikói katonák 1858-ban egy feltételezhetően békés kereskedelmi tanácskozáson megölték első feleségét és három gyermekét, amiért minden mexikóit gyűlölt élete végéig. A mexikóiak adták neki a „Geronimo” becenevet. A név eredete ismeretlen. Néhányan úgy tartják, hogy ez a Goyathlay név spanyolosított változata. Mások úgy hiszik, hogy a spanyolok Szent Jeromoshoz imádkoztak az őket ért támadása közben vagy a vele vívott heves harcok közepette.
Geronimo rengeteg ellenséggel harcolt; mind Mexikó, mind az Egyesült Államok csapatai ellen és híressé vált hőstetteiről, amikor is számos embert szabadított ki a fogságból. Később ez a 38 férfi, nő és gyermek egy éven keresztül menekült egy 5000 fős amerikai csapat (akkoriban ez a hadsereg egynegyede volt) és a mexikói hadsereg elől. Ez a kis csoport volt az utolsó független indián harcosokból álló fő haderő, akik nem ismerték el az Amerikai Egyesült Államok kormányát az amerikai Nyugaton. Az ellenállás 1886. szeptember 4-én ért véget, amikor Geronimo megadta magát az Egyesült Államok hadseregében szolgáló Charles B. Gatewood főhadnagynak a Skeleton-kanyonnál, Arizonában.
Geronimót Fort Pickensben, Floridában börtönözték be. 1894-ben átszállították Fort Sillbe, Oklahomába. Öreg korára ünnepelt híresség lett. Kiállításokon jelent meg, ideértve az 1904-es világkiállítást St. Louisban, és számos vele kapcsolatos ajándéktárgy és fénykép kelt el, azonban soha nem engedték meg, hogy visszatérhessen szülőföldjére. Részt vett az Egyesült Államok elnökének, Theodore Rooseveltnek 1905-ös avató ünnepségén. Tüdőgyulladásban halt meg Fort Sillben, most is ott nyugszik a katonai temető apacs indián foglyok számára fenntartott részén.

## Geronimo, a törzsi varázsló

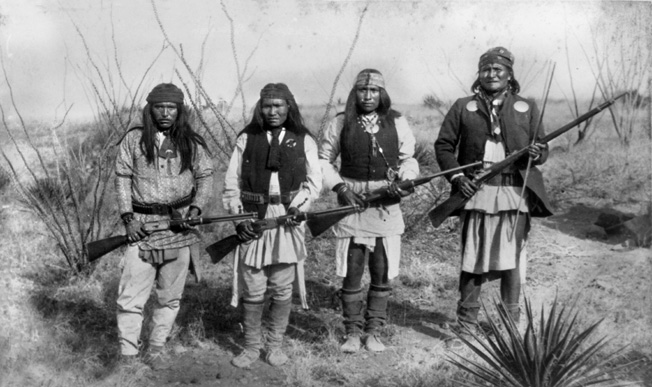
Geronimo (jobbra) és harcosai 1886-ban

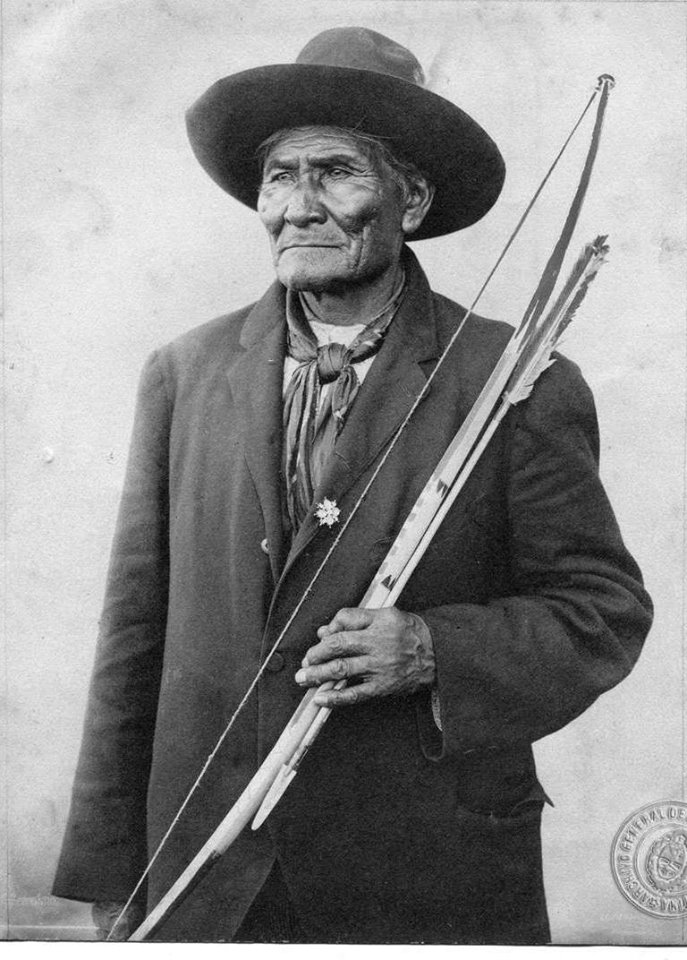
Geronimo íjával és nyílvesszőivel (1904)

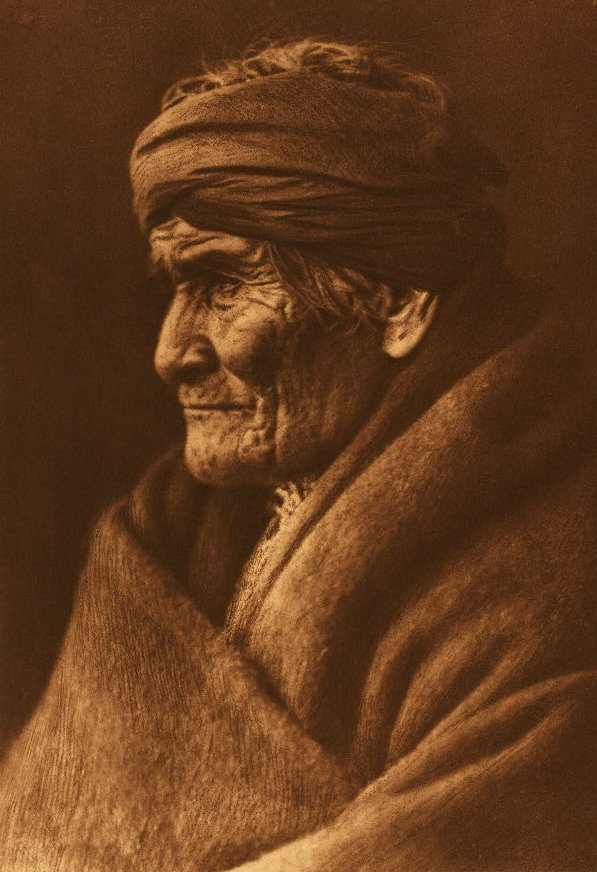
Geronimo 1905 márciusában, hetvenhat évesen

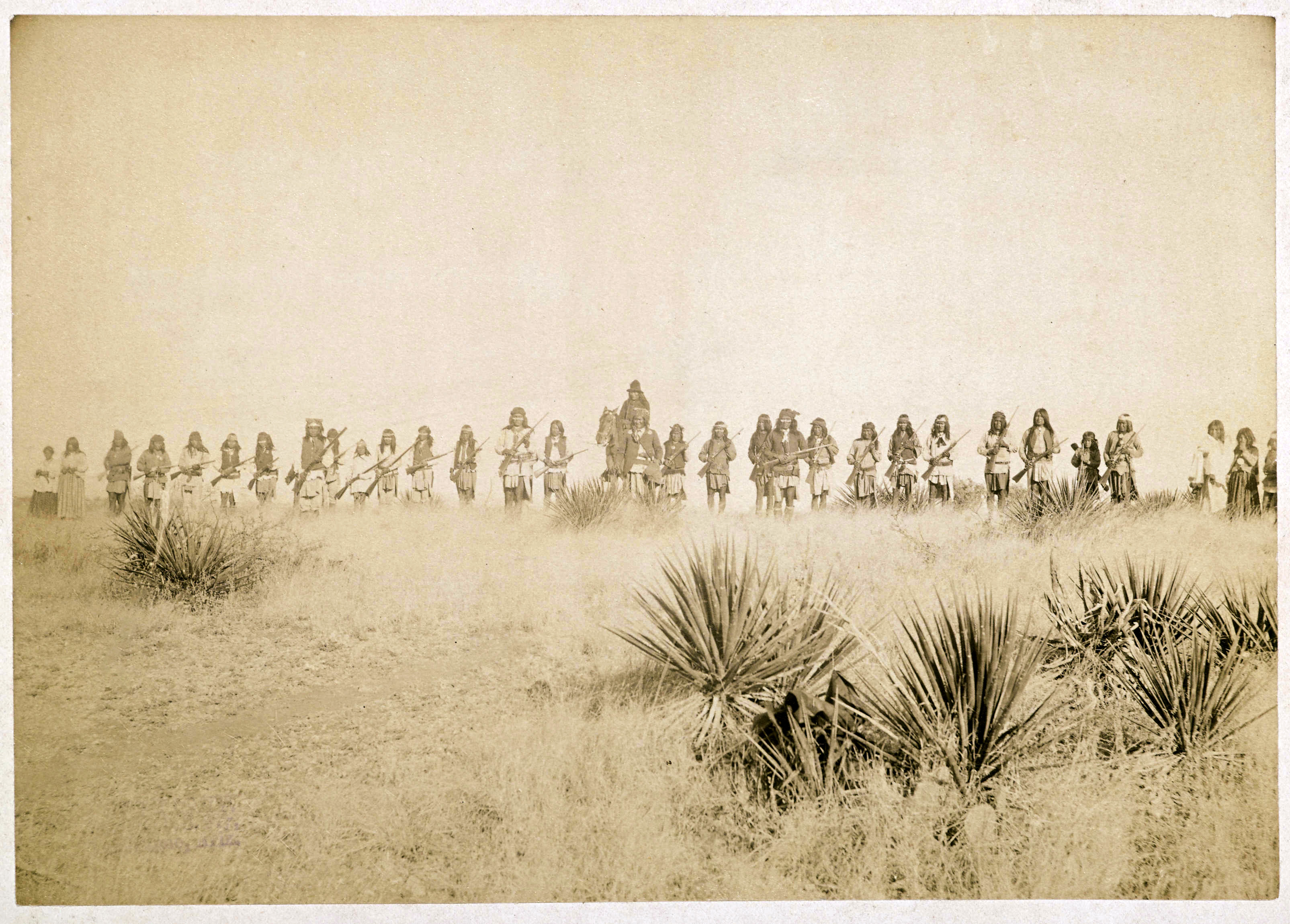
Geronimo harcosaival

A következő beszámoló egy csirikava fiútól származik, aki szemtanúja volt Geronimo gyógyító szertartásának:
„A Geronimo által vezetett szertartást, melyet láttam, egy idős ember számára rendezték, akit néhány prérifarkas vagy kutya megbetegített. Egy fiú, aki tőle tanult, hozta a hírt, hogy szertartást fognak tartani, és mi így tanultunk azokból. Megkérdeztük Geronimót, hogy maradhatunk-e. Ő azt mondta, hogy igen, ám nem vakarózhatunk és nem csaphatunk semmilyen zajt sem.”
„A szertartás este kezdődött, amint besötétedett. Az egész egy fás területen, Geronimo otthonán kívül folyt. Tűz égett, Geronimo és a beteg a tűz nyugati oldalán helyezkedett el. Geronimo kelet felé nézett, és a beteg előtte feküdt mereven. Néhány idősebb ember is volt ott, akik közül majdnem mindenki a beteg ember rokona volt. Ám bárki, aki odajött, megnézhette a szertartást. Kör alakzatban ültünk a szertartásnak otthont adó hely mögött. A hely keleti oldalát szabadon hagytuk, ahogy mindig a szertartások alatt.”
„Geronimónak volt egy régi fekete vesszőkosara, mely tele volt a szertartáshoz szükséges dolgokkal. Volt benne egy sastoll, egy kagylóhéj és egy virágporral teli erszény. Ezen dolgok mindegyikét egy takaróba csomagolta még a szertartás megkezdése előtt.”
„Sodort egy szivart és mind a négy égtáj felé füstöt fújt, kelettel kezdve, minden égtáj felé csak egy füstfelhőt fújva. Ezután elhajította a szivart. Miután ezzel végzett, bedörzsölte a beteg bizonyos testrészeit virágporral. Ahogy ezt megtette, imádkozott az égtájak felé. Ezek az imák mind a prérifarkasról szóltak, és ugyanabban a sorrendben következtek, mint az ezeket követő dalok.”
„Énekelni kezdett. Rengeteg dalt hallhattunk, és ezek a dalok a prérifarkasokról szóltak. Arról, hogy a prérifarkas egy furfangos barát, akit nehéz meglátni és megtalálni, és hogy hogyan adta át Geronimónak ezen tulajdonságokat, melyek segítségével láthatatlanná válhat. Elmesélték, hogyan segít a prérifarkas a gyógyításban Geronimónak. Geronimo az éneklést dobbal kísérte, melyet egy görbe bottal ütögetett. Minden dal végén olyan hangot adott ki, mint a prérifarkas.”
„Amikor az esthajnalcsillag félúton volt a horizont és a zenit között, Geronimo abbahagyta az éneklést. Ez volt a csirikava éjfél. A szertartás négy éjszakán át tartott. Ugyanazok az imák, dalok és eljárások követték egymást mind a négy éjszaka során. Tudom, hogy Geronimónak szellemereje is van. Akkor éjjel azt mondta néhány fiúnak, hogy egy másik éjjel egy másik szertartást fog végezni egy betegen, egy szellembetegség ellen, és ha ott akarnak lenni, meg kell ígérniük, hogy nem vakarják meg magukat.”
(Opler 1941: 40-41)

## Geronimo a köztudatban

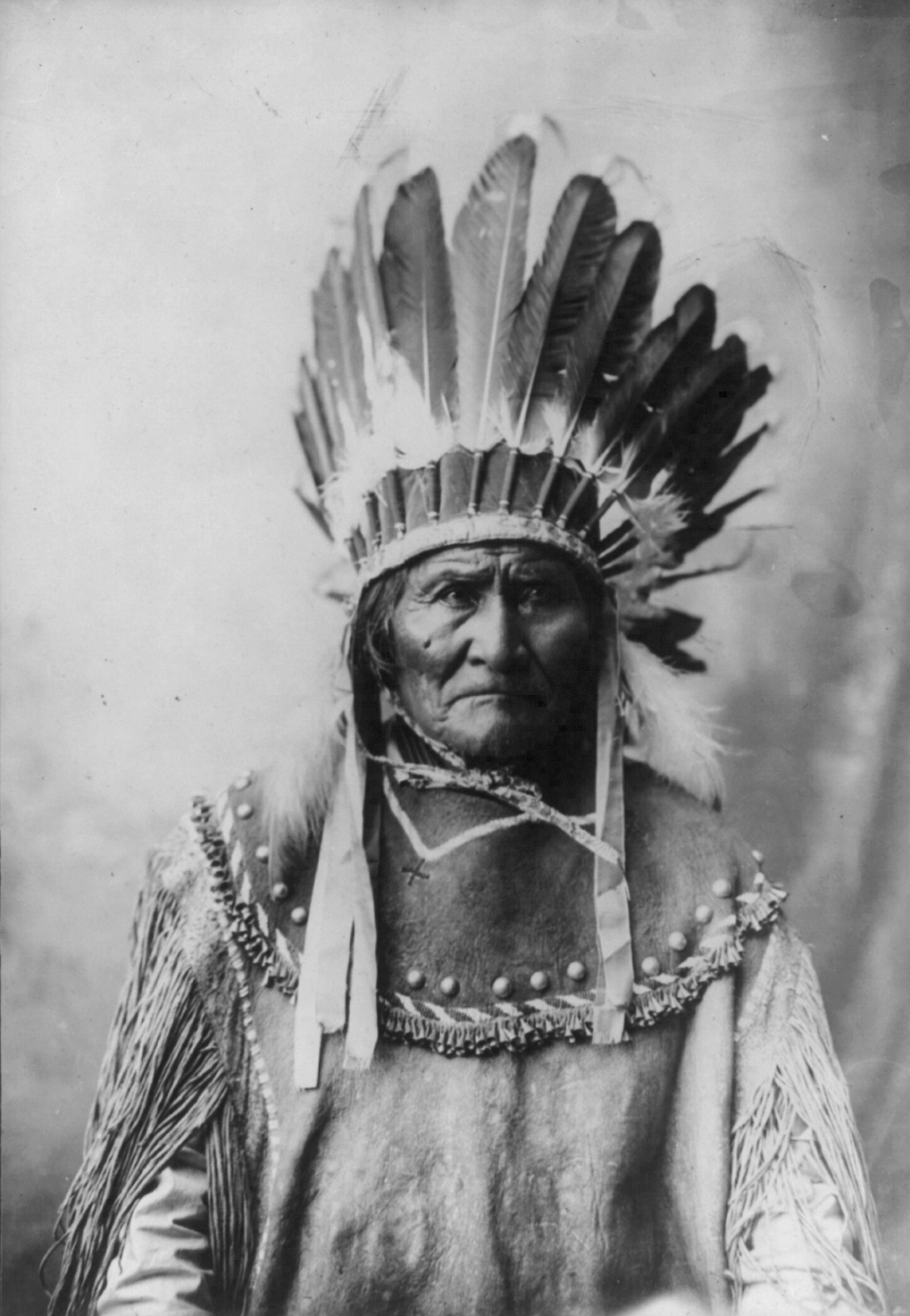
Geronimo 1907 körül

Geronimo népszerű figura lett az USA-ban a filmvásznon és a tévéműsorokban egyaránt. A Geronimo ihlette karakterek rengeteg filmben szerepelnek:
- Geronimo's Last Raid (1912)
- Hawk of the Wilderness (1938)
- Geronimo (1939)
- Valley of the Sun (1942)
- Törött nyíl (1950)
- I Killed Geronimo (1950)
- Az utolsó helyőrség (1951)
- Son of Geronimo: Apache Avenger (1952)
- The Battle at Apache Pass (1952)
- Indian Uprising (1952)
- Taza, Son of Cochise (1954)
- Walk the Proud Land (1956)
- Geronimo (1962)
- Geronimo und die Räuber (nyugat-német film, 1966)
- Geronimo (Joseph Runningfox főszereplésével) (1993)
- Geronimo: Az amerikai legenda (1993)
- Nagy durranás 2. (1993)
- Gombháború (1994).

Geronimo alakja az 1979-es Mr. Horn című filmben is megjelenik annak ellenére, hogy Geronimo soha nem ismerte Tom Hornt. Geronimo karaktere a Gunsmoke: The Last Apache (a Gunsmoke című tévésorozat 1990-es filmvászonra készített változata) és az 1993-as Geronimo című tévéfilmben is megjelenik.  Az 1976-os Bűnvadászok című film szereplője azt hiszi magáról, hogy ő Geronimo. A Kinnikuman és az Ultimate Muscle: The Kinnikuman Legacy japán televíziós mangasorozatokban egy erősen sztereotíp bennszülött birkózó szerepel, melynek figurája valamelyest a történelmi személyen alapul.
1940-ben, a Fort Benningben egy amerikai ejtőernyős katona az első bevetése előtti éjszakán látott egy filmet Geronimóról, és másnap az ugrás alatt az ő nevét kiáltozta, ez a szokás máshol is elterjedt.
Az Apache Software Foundation egy webes alkalmazáskiszolgálót nevezett el az indián vezetőről; lásd: Geronimo Application Server.

## Bibliográfia
- Opler, Morris E.; & French, David H. (1941). Myths and tales of the Chiricahua Apache Indians. – Memoirs of the American folk-lore society, (Vol. 37). (New York: American Folk-lore Society. Újranyomta 1969-ben a New York: Kraus Reprint Co.; 1970-ben a New York; 1976-ban a Millwood, NY: Kraus Reprint Co.; és 1994-ben M. E. Opler, Morris vezetésével a Lincoln: University of Nebraska Press. ISBN 0-8032-8602-3).
- Pinnow, Jürgen. (1988). Die Sprache der Chiricahua-Apachen: Mit Seitenblicken auf das Mescalero. (Hamburg: Helmut Buske Verlag.)
- Geronimo – A legendás apacs vezér önéletrajza (Szenzár kiadó, Budapest, 2002.)